# Curling-Weltmeisterschaft der Damen 1994
Die Curling-Weltmeisterschaft der Damen 1994 (offiziell: World Women’s Curling Championship 1994) war die 16. Austragung der Welttitelkämpfe im Curling der Damen. Das Turnier wurde vom 10. bis 17. April des Jahres im deutschen Markt Oberstdorf im Eisstadion des Eissportzentrum Oberstdorf ausgetragen.
Rekordweltmeister Kanada besiegte die Schottinnen im Finale und feierte den achten Titel. Den dritten Platz und die Bronzemedaille teilten sich die Gastgeber und Schweden.
Gespielt wurde ein Rundenturnier (Round Robin), was bedeutet, dass Jeder gegen jeden antritt.

## Teilnehmende Nationen
| Dänemark | Deutschland | Finnland | Japan | Kanada |
| --- | --- | --- | --- | --- |
| Tårnby CC, Tårnby Skip: Helena Blach Lavrsen Third: Angelina Jensen Second: Margit Pörtner Lead: Helene Jensen Ersatz: Dorthe Holm | Füssen CC, Füssen Skip: Josefine Einsle Third: Michaela Greif Second: Karin Fischer Lead: Elisabeth Ländle Ersatz: Sabine Weber | Hyvinkää CC, Hyvinkää Skip: Jaana Jokela Third: Nina Pöllänen Second: Terhi Aro Lead: Laura Franssila Ersatz: Anne Eerikäinen        | Obihiro CC, Obihiro Skip: Mayumi Seguchi Third: Ayako Ishigaki Second: Akemi Niwa Lead: Chieko Horishimizu Ersatz: Mami Nishioka                 | Caledonian CC, Regina Skip: Sandra Peterson Third: Jan Betker Second: Joan McCusker Lead: Marcia Gudereit Ersatz: Anita Ford |
| Norwegen | Schottland | Schweden | Schweiz | Vereinigte Staaten |
| Oslo CC, Oslo Skip: Ingvill Githmark Third: Gøril Bye Second: Ellen Kittelsen Lead: Line Marie Bjerke Ersatz: Therese Bye          | Wigtown CC, Stranraer Skip: Christine Cannon Third: Claire Milne Second: Mairi Herd Lead: Janice Watt Ersatz: Sheila Harvey     | Umeå CK, Umeå Skip: Elisabet Johansson Third: Katarina Nyberg Second: Louise Marmont Lead: Elisabeth Persson Ersatz: Helena Svensson | Lausanne-Olympique CC, Lausanne Skip: Angela Lutz Third: Laurence Bidaud Second: Laurence Morisetti Lead: Sandrine Mercier Ersatz: Claude Orizet | Denver CC, Denver Skip: Bev Behnke Third: Dawna Bennett Second: Susan Anschuetz Lead: Pam Finch                              |

## Tabelle der Round Robin
| Schlüssel | Schlüssel                      |
| --------- | ------------------------------ |
|           | Qualifiziert für die Play-offs |
|           | Tie-Breaker                    |

| Platz | Team               | Spiele | Siege | Ndlg. |
| ----- | ------------------ | ------ | ----- | ----- |
| 1.    | Kanada             | 9      | 8     | 1     |
| 2.    | Schottland         | 9      | 6     | 3     |
| 3.    | Schweden           | 9      | 6     | 3     |
| 4.    | Deutschland        | 9      | 5     | 4     |
| 5.    | Norwegen           | 9      | 5     | 4     |
| 6.    | Finnland           | 9      | 4     | 5     |
| 7.    | Schweiz            | 9      | 4     | 5     |
| 8.    | Vereinigte Staaten | 9      | 4     | 5     |
| 9.    | Dänemark           | 9      | 2     | 7     |
| 10.   | Japan              | 9      | 1     | 8     |

## Ergebnisse der Round Robin

### Runde 1
| Begegnung            | Resultat |
| -------------------- | -------- |
| Schweiz – Schottland | 2:11     |

| Begegnung           | Resultat |
| ------------------- | -------- |
| Japan – Deutschland | 3:8      |

| Begegnung           | Resultat |
| ------------------- | -------- |
| Norwegen – Finnland | 6:4      |

| Begegnung           | Resultat |
| ------------------- | -------- |
| Dänemark – Schweden | 2:13     |

| Begegnung                   | Resultat |
| --------------------------- | -------- |
| Kanada – Vereinigte Staaten | 9:4      |

### Runde 2
| Begegnung        | Resultat |
| ---------------- | -------- |
| Norwegen – Japan | 6:4      |

| Begegnung         | Resultat |
| ----------------- | -------- |
| Schweden – Kanada | 5:10     |

| Begegnung                        | Resultat |
| -------------------------------- | -------- |
| Deutschland – Vereinigte Staaten | 8:4      |

| Begegnung             | Resultat |
| --------------------- | -------- |
| Schottland – Finnland | 8:2      |

| Begegnung          | Resultat |
| ------------------ | -------- |
| Schweiz – Dänemark | 8:5      |

### Runde 3
| Begegnung              | Resultat |
| ---------------------- | -------- |
| Schweden – Deutschland | 8:4      |

| Begegnung             | Resultat |
| --------------------- | -------- |
| Schottland – Dänemark | 8:4      |

| Begegnung        | Resultat |
| ---------------- | -------- |
| Schweiz – Kanada | 3:8      |

| Begegnung                     | Resultat |
| ----------------------------- | -------- |
| Norwegen – Vereinigte Staaten | 3:7      |

| Begegnung        | Resultat |
| ---------------- | -------- |
| Japan – Finnland | 5:9      |

### Runde 4
| Begegnung                     | Resultat |
| ----------------------------- | -------- |
| Vereinigte Staaten – Dänemark | 6:7      |

| Begegnung          | Resultat |
| ------------------ | -------- |
| Finnland – Schweiz | 10:8     |

| Begegnung             | Resultat |
| --------------------- | -------- |
| Schweden – Schottland | 5:3      |

| Begegnung      | Resultat |
| -------------- | -------- |
| Kanada – Japan | 9:5      |

| Begegnung              | Resultat |
| ---------------------- | -------- |
| Deutschland – Norwegen | 6:8      |

### Runde 5
| Begegnung          | Resultat |
| ------------------ | -------- |
| Schweiz – Schweden | 8:9      |

| Begegnung         | Resultat |
| ----------------- | -------- |
| Kanada – Norwegen | 13:2     |

| Begegnung        | Resultat |
| ---------------- | -------- |
| Dänemark – Japan | 8:7      |

| Begegnung              | Resultat |
| ---------------------- | -------- |
| Finnland – Deutschland | 9:7      |

| Begegnung                       | Resultat |
| ------------------------------- | -------- |
| Schottland – Vereinigte Staaten | 10:1     |

### Runde 6
| Begegnung                | Resultat |
| ------------------------ | -------- |
| Deutschland – Schottland | 6:5      |

| Begegnung        | Resultat |
| ---------------- | -------- |
| Japan – Schweden | 6:9      |

| Begegnung                     | Resultat |
| ----------------------------- | -------- |
| Vereinigte Staaten – Finnland | 10:5     |

| Begegnung         | Resultat |
| ----------------- | -------- |
| Dänemark – Kanada | 6:3      |

| Begegnung          | Resultat |
| ------------------ | -------- |
| Norwegen – Schweiz | 4:6      |

### Runde 7
| Begegnung         | Resultat |
| ----------------- | -------- |
| Finnland – Kanada | 6:8      |

| Begegnung             | Resultat |
| --------------------- | -------- |
| Norwegen – Schottland | 4:14     |

| Begegnung       | Resultat |
| --------------- | -------- |
| Schweiz – Japan | 5:4      |

| Begegnung                     | Resultat |
| ----------------------------- | -------- |
| Schweden – Vereinigte Staaten | 4:8      |

| Begegnung              | Resultat |
| ---------------------- | -------- |
| Deutschland – Dänemark | 5:1      |

### Runde 8
| Begegnung                  | Resultat |
| -------------------------- | -------- |
| Vereinigte Staaten – Japan | 9:4      |

| Begegnung           | Resultat |
| ------------------- | -------- |
| Finnland – Dänemark | 9:5      |

| Begegnung           | Resultat |
| ------------------- | -------- |
| Schweden – Norwegen | 1:10     |

| Begegnung             | Resultat |
| --------------------- | -------- |
| Schweiz – Deutschland | 3:7      |

| Begegnung           | Resultat |
| ------------------- | -------- |
| Schottland – Kanada | 3:10     |

### Runde 9
| Begegnung           | Resultat |
| ------------------- | -------- |
| Dänemark – Norwegen | 8:9      |

| Begegnung                    | Resultat |
| ---------------------------- | -------- |
| Schweiz – Vereinigte Staaten | 5:4      |

| Begegnung            | Resultat |
| -------------------- | -------- |
| Kanada – Deutschland | 6:5      |

| Begegnung          | Resultat |
| ------------------ | -------- |
| Japan – Schottland | 4:8      |

| Begegnung           | Resultat |
| ------------------- | -------- |
| Finnland – Schweden | 7:8      |

## Tie-Breaker
Die punktgleichen Mannschaften aus Deutschland und Norwegen spielten den letzten offenen Platz für das Halbfinale aus.
| Begegnung              | Resultat |
| ---------------------- | -------- |
| Norwegen – Deutschland | 6:7      |

## Play-off

### Turnierbaum
|  | Halbfinale | Halbfinale  | Halbfinale |  |  | Finale | Finale     | Finale |
|  |            |             |            |  |  |        |            |        |
|  |            |             |            |  |  |        |            |        |
|  | 1          | Kanada      | 10         |  |  |        |            |        |
|  | 4          | Deutschland | 6          |  |  |        |            |        |
|  |            |             |            |  |  | 1      | Kanada     | 5      |
|  |            |             |            |  |  | 3      | Schottland | 3      |
|  | 2          | Schottland  | 10         |  |  |        |            |        |
|  | 3          | Schweden    | 6          |  |  |        |            |        |
|  |            |             |            |  |  |        |            |        |

### Halbfinale
| Begegnung            | Resultat |
| -------------------- | -------- |
| Kanada – Deutschland | 10:6     |

| Begegnung             | Resultat |
| --------------------- | -------- |
| Schottland – Schweden | 10:6     |

### Finale
| Team       |  | 1 | 2 | 3 | 4 | 5 | 6 | 7 | 8 | 9 | 10 | Gesamt |
| ---------- |  | - | - | - | - | - | - | - | - | - | -- | ------ |
| Kanada     |  | 1 | 0 | 0 | 1 | 0 | 0 | 2 | 1 | 0 | X  | 5      |
| Schottland |  | 0 | 0 | 1 | 0 | 1 | 0 | 0 | 0 | 1 | X  | 3      |

## Endstand
| Platz | Land               |
| ----- | ------------------ |
| 1     | Kanada             |
| 2     | Schottland         |
| 3     | Deutschland        |
| 3     | Schweden           |
| 5     | Norwegen           |
| 6     | Finnland           |
| 7     | Schweiz            |
| 8     | Vereinigte Staaten |
| 9     | Dänemark           |
| 10    | Japan              |